# Paul Nipkow

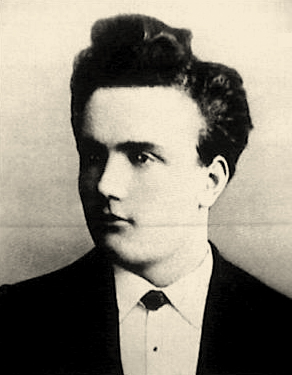
Paul Nipkow

Nipkowschijf

Paul Julius Gottlieb Nipkow (Lauenburg, 22 augustus 1860 – Berlijn, 24 augustus 1940) was een Duitse uitvinder. Hij wordt wel gezien als de grondlegger van de televisie.

## Biografie
Nipkow werd geboren in Lauenburg in Pommeren (thans Lębork in Polen). In 1882 ging hij natuurkunde studeren aan de Universiteit van Berlijn. Tijdens zijn studie bedacht hij een mechanisme om beelden om te zetten in elektrische signalen. Via een snel ronddraaiende schijf met gaatjes die in een spiraalvorm zijn gerangschikt, kon een beeld worden afgetast, waarna het door een seleencel werd omgezet in elektrische signalen die konden worden verzonden. Aan de ontvangende kant kon uit deze signalen via een tweede (gelijksoortige) schijf een uit lijnen opgebouwd beeld worden samengesteld.
Deze Nipkowschijf vormde de basis voor een televisiesysteem. Nipkow noemde het de elektrische telescoop (scoop (Grieks) en visie (Latijn) zijn synoniemen). In 1885 werd hem hiervoor patent verleend. De praktische toepassing van zijn uitvinding leverde echter veel problemen op, vooral omdat het moeilijk bleek de Nipkowschijf van de zender en die van de ontvanger synchroon te laten lopen. Na zijn pensionering in 1919 werkte Nipkow aan dit probleem verder. In 1924 werd hem een patent verleend voor de synchronisatie van de Nipkow-zender en -ontvanger.
In 1935 werd de Duitse televisiezender van Witzleben de Fernsehsender Paul Nipkow genoemd. Nipkow werd tot erepresident van de kersverse televisieafdeling bij de Rijksradiokamer benoemd. Ter gelegenheid van zijn 75ste verjaardag, op 22 augustus 1935, werd hem door de Johann-Wolfgang-Goethe Universiteit in Frankfurt een eredoctoraat in de natuurkunde toegekend. Officieel ontving Nipkow al deze ereblijken vanwege zijn belangrijke bijdragen aan de uitvinding van de televisie. In feite werd hij echter door de nationaalsocialisten voor propagandadoeleinden gebruikt.
Nipkow overleed twee dagen na zijn tachtigste verjaardag in Berlijn, waar Hitler voor een staatsbegrafenis zorgde. Er waren prominenten uit de nazipartij aanwezig en op de kist lag een krans van de Führer. Nipkow werd in de Berlijnse wijk Pankow begraven.
In 1998 werd op het huis in Pankow, waar hij het grootste deel van zijn leven had gewoond, een gedenksteen aangebracht.

## Trivia
- De Nederlandse Zilveren Nipkowschijf voor uitmuntende televisieprogramma's is vernoemd naar Paul Nipkow.